# 富爾遜
富爾遜（？年—？年），字芃生。滿洲正紅旗人。光緒三十年（1904年）繙譯進士，光緒三十二年（1906年）由進士館派赴日本留學法政大學，畢業回歸，經學部考試，授職翰林院編修，旋補秘書郎，宣統元年升至翰林院侍講，民國二年（1913年）充北京商稅局科員，在職期間，申請冠以趙姓，並改隸湖北江夏縣民籍。